# Dryopteris × slossoniae
Dryopteris × slossoniae là một loài dương xỉ trong họ Dryopteridaceae. Loài này được Wherry ex Lellinger mô tả khoa học đầu tiên năm 1984.